# Андреасов Леон Михайлович
Леон (Лев) Михайлович Андреасов (також Левон Анреасянц; 13 серпня 1891, Тифліс — 30 січня 1976, Харків) — радянський український учений, хімік, професор. Декан хімічного факультету та завідувач кафедр загальної хімії і кількісного аналізу Харківського державного університету. Також очолював кафедру хімії у Харківському та у Ростовському інститутах інженерів залізничного транспорту і кафедру загальної хімії у Харківському медичному інституті.

## Життєпис
Народився 13 серпня 1891 року у Тифлісі в родині купця. Середню освіту здобував у 3-й Тифліській чоловічій гімназії, по закінченні якої вступив до Імператорського Харківського університету, який закінчив у 1916 році за спеціальністю хімія. Під час навчання, зокрема, слухав лекції професора Івана Осипова, про якого залишив спогади. Одночасно з навчанням, Леон Андреасов працював хіміком санітарної лабораторії Судогодської земської управи, хіміком-аналітиком Ради з'їздів гірничопромисловців Півдня Росії та хіміком санітарної лабораторії Ново-Олександрівської земської управи. Через те, що Андреасов був ратником ополчення, то після завершення університету він був мобілізований. Служив хіміком у мінній лабораторії Севастопольського порту.
У 1918 році поступив до Харківського технологічного інституту, який покинув наступного року. З 1919 року працював в Харківському університеті. Де перебував лекційним асистентом професора Гавриїла Тимофеєва, який водночас був і вчителем Андреасова. За іншими відомостями, він був учнем професора Володимира Тимофеєва. Після реорганізації університету продовжував працювати у вишах які утворилися на його основі. Згодом, Леон Андреасов став сам читати лекції з «Неорганічної хімії» та «Кількісного аналізу», котрі «захоплювали студентів цікавим матеріалом та супроводжувалися ефектними хімічними дослідами».
Станом на 1927 рік, припускається, що Андреасов працював асистентом лабораторії неорганічної хімії Харківського інституту народного господарства.
У 1930 році Леон Андреасов отримав вчене звання професора, в середині 1930-х років очолив новоутворену кафедру загальної хімії, працівники якої займалися викладанням хімії для студентів інших факультетів. Після раптової смерті, у 1938 році, декана Діонісія Казанського, Андреасов очолив хімічний факультет і кафедру кількісного аналізу. У 1939 році очолив Комісію з обстеження університетської бібліотеки, яка за результатами своєї роботи надала докладний звіт з пропозиціями щодо вдосконалення роботи бібліотеки.
Паралельно у 1934—1940 роках він очолював кафедру хімії Харківського інституту інженерів залізничного транспорту. При кафедрі діяла проблемна паливна лабораторія, яка контролювала якість вугілля на всіх шахтах Донецького басейну.
Під час Німецько-радянської війни переїхав до Тбілісі, де працював професором у Тбіліському інституті інженерів залізничного транспорту, завідував кафедрою хімії в евакуйованому Ростовському інституті інженерів залізничного транспорту та очолював науково-дослідну лабораторію «Сарецао Сабго». З ініціативи професора Андрія Желеховського, особиста бібліотека Андреасова, яку він залишив у Харкові, була передана до університетської бібліотеки.
У 1944 році повернувся до Харкова, де знову очолив хімічний факультет місцевого університету, змінивши, на посаді декана, доцента Георгія Виногорова. Леон Андреасов віддав «багато сил та енергії» справі відновлення та подальшого розвитку університету. Брав участь в обговоренні реконструкції Дому проєктів, для розміщення у ньому університету.
Хоча Андреасов був відомий тим, що «чітко» організовував наукову та викладацьку роботу кафедр під його керівництвом, перебуваючи на посаді декана, він залишався бездіяльним. Більшість часу декан проводив у фотолабораторії. Організаційними питаннями займався його заступник Іван Левицький та секретар Наталя Копилівська. Також Андреасов намагався не створювати конфліктні ситуації і тому не втручався у роботу кафедр і не заважав їм у науковій роботі. Завдяки цьому він мав підтримку серед науковців факультету і отримав прізвисько «батько-декан». Однак його бездіяльність не подобалася ректорату, розпорядження якого Андреасов часто не виконував, тому керівництво університету неодноразово критикувало декана. Бездіяльністю декана вирішив скористатися секретар партійного бюро факультету В'ячеслав Корнієнко, який наприкінці 1940-х років почав робити «постійний та планомірний підкоп під декана». Врешті-решт, у 1952 році Корнієнко «витіснив» Андреасова і став новим деканом.
Згодом, Леон Андреасов втратив і посаду завідувача кафедри кількісного аналізу. Після об'єднання кафедр кількісного та якісного аналізів, працював на новоутвореній кафедрі аналітичної хімії.
У 1962 році, враховуючи своє «важке» становище на факультеті, Леон Андреасов вирішив покинути університет, який став для нього «рідним домом». Він перейшов на роботу до Харківського медичного інституту, де у 1962—1968 роках очолював кафедру загальної хімії, а потім продовжував працювати в інституті до 1972 року. Помер Леон Андреасов 30 січня 1976 року у Харкові.
Був нагороджений орденом Леніна.

## Наукова діяльність

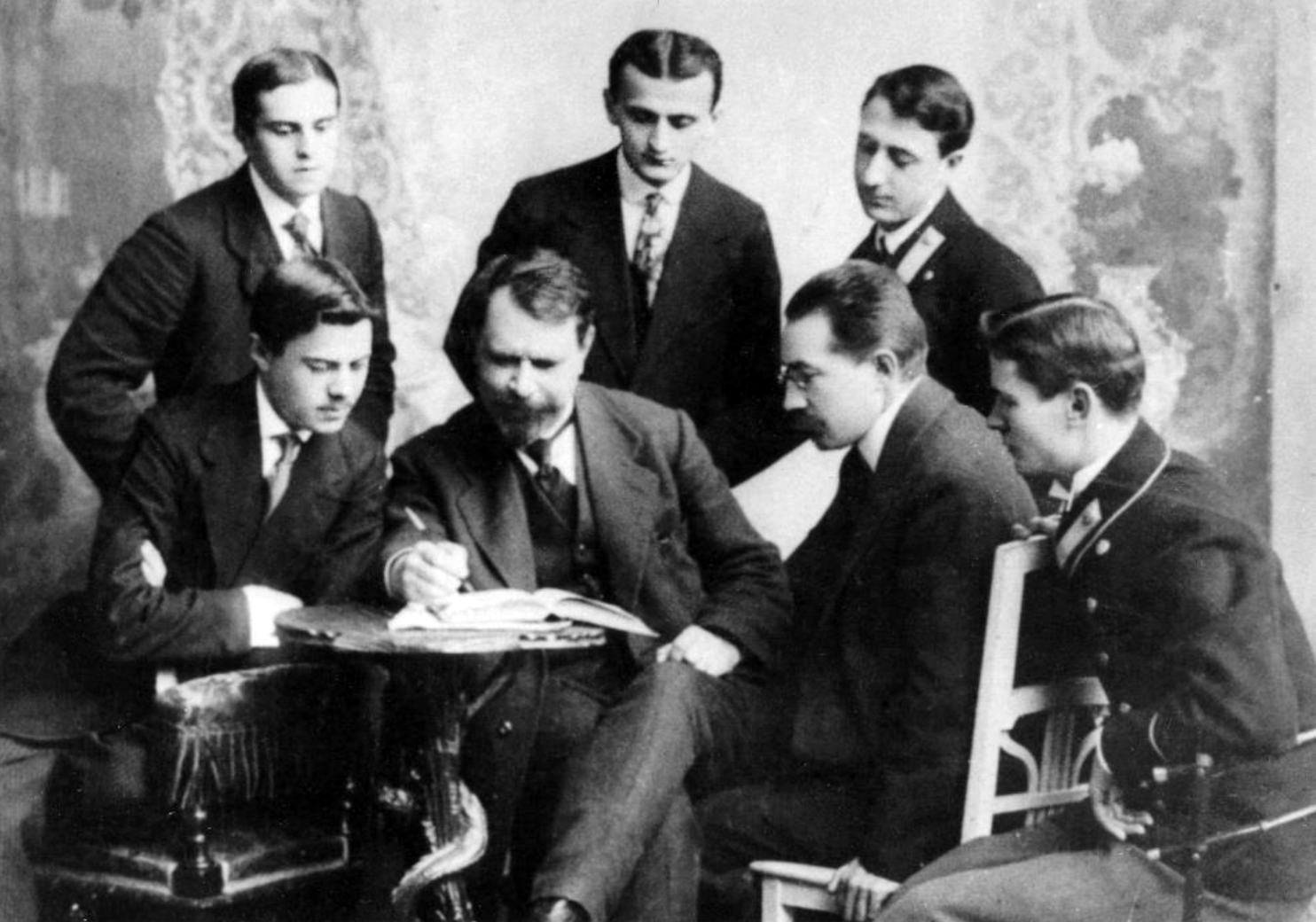
Харківські хіміки під час диспуту. У верхньому ряду посередині Леон Андреасов, у нижньому ряду другий праворуч його вчитель Гавриїл Тимофеєв. 1915 рік

За різними оцінками, Леон Андреасов був автором близько 50 друкованих праць, або автором понад 100 наукових праць, підручників та рецензій.
Леон Андреасов займався дослідженням проблеми сольватації в неводних розчинах, розподілу оцтової та хлороцтової кислот між водою та сумішами органічних розчинників. Брав участь у написанні підручників та посібників з загальної та неорганічної хімії. Окрім того, написав низку біографічних робіт про харківських хіміків, зокрема про професорів Івана Осипова, Гавриїла Тимофеєва, Дмитра Турбабу та Олексія Ходнєва, а також статтю про діяльність Фізико-хімічного товариства при Харківському університеті. Брав участь у створенні бібліографічних видань Центральної наукової бібліотеки Харківського державного університету.
Після звільнення Харкова, Леон Андреасов займався металографічними дослідженнями у новоутвореній стилоскопічній лабораторії при хімічному факультеті Харківського державного університету. За результатами цих досліджень була створена спеціальна рецептура покриття дахів замінниками заліза для товарних вагонів.
Історик науки Валерій Камчатний, оцінюючи публікацію Леона Андреасова про Фізико-хімічне товариство, опубліковану у збірнику «Из истории отечественной химии», називав корисною для біографів голови товариства, професора Івана Осипова, його оцінку дану автором, але зазначав, що в праці є неточності, зокрема у змісті додатка. Також Камчатний вважав, що статтю «Жизнь и деятельность профессора И. П. Осипова», Андреасов написав у відповідь на критичну публікацію хіміка Юсуфа Мусамбекова, який зокрема дорікав авторам збірника «Из истории отечественной химии», що вони не включили до нього біографію Івана Осипова. Камчатний відмічав, що Андреасов «змалював широку картину життєвого та наукового шляху вченого, його громадської діяльності». Особливо підкреслював цінність власних спогадів автора про Осипова, зокрема про відвідування лекцій та діяльності професора в побудові нового хімічного корпусу. Водночас Камчатний критикував автора, що він залишив без розгляду діяльність вченого у Харківському технологічному інституті та в невиправданій політизації наукових поглядів Осипова щодо теорії електролітичної дисоціації, також стаття містила неточності.
Леон Андреасов займався просвітницькою діяльністю читаючи публічні лекції, які супроводжував «ефектними хімічними дослідами», зокрема самозапаленням свічок. За направленнями Пролеткульту, читав лекції у віддалених селах, мешканці яких не завжди приязно ставилися до антирелігійної пропаганди. Так на Великдень 1920 року, розлючені селяни вигнали лекторів, Леона Андреасова та його товариша Миколу Барабашова, з села Ржавець. Читав лекції до самої старості, був позаштатним лектором Харківського планетарію, хоча не відмовляв у проханні виступити у санаторії або заводському гуртожитку. Андреасов стверджував, що провів понад 1500 лекцій, багато з яких проходили на підприємствах та колгоспах. Зокрема він читав лекції за темами: «Хімічна війна», «Хімія та чудеса», «Атомна енергія», «Мічені атоми. Періодична система елементів Д. І. Менделєєва». Валерій Камчатний відмітив, що у своїй просвітницькій роботі, з популяризації хімічних знань, Леон Андреасов наслідував приклад Івана Осипова.
Завдяки знайомству з піонеркою фотохімії в Україні, професором О. Ф. Васильєвою-Сінцовою, Леон Андреасов захопився фотографуванням, а згодом і кольоровим кіно. Для його досліджень, одна з кімнат кафедри була перетворена на фотолабораторію. З 1954 року, Андреасов став читати студентам факультативний курс з фотографії та кінематографії. У 1958 році очолив створену при університеті кінофотостудію, де читав теоретичні лекції з основ фотографії, кінотехніки та звукозапису. Також, під його керівництвом, проходили практичні заняття, де студенти знімали епізоди зі студентського життя та аматорські кінофільми, зокрема про політ на Венеру.
В рукописному фонді Центральної наукової бібліотеки Харківського державного університету зберігався особистий фонд професора Леона Андреасова, доки його у 1970-х роках не передали до Музею історії університету.

## Особистість
Леон Андреасов конфліктував з професором хімії Георгієм Петренком. При зустрічі Петренко публічно називав свого ворога «Армяшка», на що Андреасов називав його «Кулаком».
Колишній учень Леона Андреасова, вчений А. І. Артеменко у своїх спогадах так характеризував вчителя: «Це шановний усіма професор, любитель історії та… мотоциклів. До глибокої старості він їздить мотоциклом ще дореволюційних часів. Добра, уважна, інтелігентна людина. Старий більшовик. Агітатор та вірний син Жовтня».
Його колега Борис Красовицький, так писав про нього в мемуарах: «Це був старожил хімічного факультету, людина цікава з усякого погляду. У молодості Леон Михайлович був дуже гарний і мав великий успіх у жінок. Йшов по життю легко, не озираючись і не замислюючись».
Інший колега, Микола Ізмайлов, на початку 1960-х зазначав, що хоча, на той час, Леон Андреасов і не займався наукою, але він був «живою історією хімічного факультета».
Андреасову подобалося виглядати вченим, тому після того, як він постарів і у нього з'явилася лисина, він почав носити академічну шапочку. Мав м'який характер та доброзичливо ставився до інших людей.

### Коментар
1. ↑  Декан факультету в 1965—1966 роках.